# Ę̈̂
Ę̈̂ (minuscule : ę̈̂), appelé E tréma accent circonflexe ogonek, est une lettre latine utilisée dans l’écriture du han.
Il s’agit de la lettre E diacritée d’un tréma, d’un accent circonflexe et d’un ogonek.

## Représentations informatiques
Le E tréma accent circonflexe ogonek peut être représenté avec les caractères Unicode suivants : 
- composé et normalisé NFC (latin étendu A, diacritiques) :

| formes    | représentations | chaînes de caractères | points de code       | descriptions                                                                      |
| --------- | --------------- | --------------------- | -------------------- | --------------------------------------------------------------------------------- |
| capitale  | Ę̈̂               | Ę◌̈◌̂                   | U+0118 U+0308 U+0302 | lettre majuscule latine e ogonek diacritique tréma diacritique accent circonflexe |
| minuscule | ę̈̂               | ę◌̈◌̂                   | U+0119 U+0308 U+0302 | lettre minuscule latine e ogonek diacritique tréma diacritique accent circonflexe |

- décomposé et normalisé NFD (latin de base, diacritiques) :

| formes    | représentations | chaînes de caractères | points de code              | descriptions                                                                                  |
| --------- | --------------- | --------------------- | --------------------------- | --------------------------------------------------------------------------------------------- |
| capitale  | Ę̈̂               | E◌̨◌̈◌̂                  | U+0045 U+0328 U+0308 U+0302 | lettre majuscule latine e diacritique ogonek diacritique tréma diacritique accent circonflexe |
| minuscule | ę̈̂               | e◌̨◌̈◌̂                  | U+0065 U+0328 U+0308 U+0302 | lettre minuscule latine e diacritique ogonek diacritique tréma diacritique accent circonflexe |